# Centralkommittén för svenskt tekniskt bistånd till mindre utvecklade områden
Centralkommittén för svenskt tekniskt bistånd till mindre utvecklade områden var ett statligt samarbetsorgan med svenska folkrörelser om genomförande av utvecklingsbistånd.
Centralkommittén bildades 1952 initiativ av regeringen och byggde upp den första centrala administrationen för u-hjälp i Sverige. Kommittén leddes av Axel Gjöres och hade ett sekretariat på Svenska institutet med Sixten Heppling (1919-2011) som chef.
Centralkommittén hade tre huvudsakliga uppgifter:
- att hålla sig à jour med andra länders och internationella organs biståndsverksamhet
- att se över vilka insatser Sverige borde göra samt samordna dessa insatser
- att bidra till en opinionsbildning kring utvecklingssamarbetet och biståndet.

Centralkommittén ersattes 1962 av det statliga organet Nämnden för internationellt bistånd, vilket i sin tur ersattes av myndigheten SIDA 1965.